# Israelism
Israelism ist ein US-amerikanischer Dokumentarfilm aus dem Jahr 2023.
Der Film thematisiert ein in den USA existierendes politisches und bildungstechnisches System jüdischer Organisationen, in dem amerikanischen Juden eine unkritische Liebe zum Staate Israel propagiert wird; eine Kultur, die im Filmtitel als Israelismus bezeichnet wird. Der Film begleitet zwei Protagonisten, primär Simone Zimmerman, die den Prozess des Israelismus durchlaufen haben, sich in Anbetracht persönlicher Eindrücke, insbesondere der israelischen Besatzung in den Palästinensergebieten, vom Israelismus und ihren früheren Ansichten aber abgewandt haben; so wie eine wachsende Zahl von vor allem jungen amerikanischen Juden.

## Handlung
Der Film erzählt anhand der Biographien von Simone Zimmerman und Eitan, dessen Nachname unerwähnt bleibt, die Geschichte zweier amerikanischer Juden und ihrer Erfahrung mit dem Phänomen Israelismus. Simone Zimmerman wächst als Enkelin von Holocaustüberlebenden in Los Angeles auf; Eitan als Sohn einer konservativ-jüdischen Familie in Atlanta.
Das Judentum ist zentraler Bestandteil ihres Lebens, wobei sie sowohl in der Schule als auch in jüdischen Sommercamps mit israelischer Kultur vertraut gemacht werden und ihnen eine äußert positive Einstellung zum Staate Israel vermittelt wird. Kein Thema sei dabei die völkerrechtswidrige israelische Besatzung und der Umgang mit den Palästinensern gewesen. Man habe wenig über die Palästinenser geredet, außer dass sie Juden hassen und töten wollten. Rückblickend bezeichnen Eitan und Simone das ihnen vermittelte Israelbild als unkritisch und die Art der pädagogischen Darlegung als Indoktrination.
Simone gibt an, dass 10 Prozent des Abschlussjahrgangs an ihrer Schule nach Israel auswanderten und dort in die israelische Armee, die Israelischen Verteidigungsstreitkräfte (IDF) eintraten. Sie selbst lebt in ihrer High-School-Zeit im Rahmen eines Austauschprogramms zeitweise in Israel, wo sie auch an einem Gadna-Programm teilnimmt, mit dem Israelis und ausländische Juden auf eine Zeit in der israelischen Armee vorbereitet werden. Eitan nahm an Sommercamps teil, in denen militärähnliche Spiele durchgeführt wurden. Beiden wird vermittelt, dass es vor allem zwei Wege gebe Israel und dem Judentum zu dienen: Dienst in der israelischen Armee und Fürsprachen-Aktivismus für Israel, wobei es gelte Israel gegen bösartige Vorwürfe zu verteidigen.
Der Film unterlegt die Aussagen mit Bildern aus jüdischen Schulen und Organisationen. An einer Grundschule schwenken Kinder israelische Flaggen schwenken und singen: „Wir wollen gehen! Wir wollen gehen!“ An einer privaten jüdischen Mittelschule gehört das Buch The Case for Israel von Alan Dershowitz zur Unterrichtslektüre. In Jerusalem nehmen an einer Birthright Israel Veranstaltung tausende jüdisch-amerikanischer Jugendliche teil, wo sie der israelischen Armee Beifall klatschen, während ein Redner ihnen sagt: „Es liegt an euch, unsere Soldaten im Ausland zu sein… bereit, die öffentliche Meinung zugunsten Israels zu beeinflussen.“ Jacqui Schulefand, eine frühere Schullehrerin und Mitarbeiterin der jüdischen Studentenorganisation Hillel, berichtet euphorisch von ihrer Zeit an einer jüdisch-amerikanischen Schule, wo die Vermittlung einer Liebe zu Israel ein zentraler Bestandteil des Schulprogramms ist. Schulefand befindet, man könne zwischen Judentum und Israel nicht trennen. Als Mitarbeiterin des von Hillel engagiert sie sich auch dafür, dass amerikanische Juden in die israelische Armee eintreten. Gezeigt wird auch eine Hillel-Gesprächsrunde mit Schulefand, Studenten und ehemaligen IDF-Soldaten bei dem den jüdischen Studenten pro-israelische Lobbyarbeit nahegelegt wird.
Eitan entscheidet sich für die Auswanderung nach Israel und den Dienst in der israelischen Armee, wo er zum Maschinengewehrschützen ausgebildet und schließlich als Soldat im von Israel besetzten Westjordanland stationiert wird. Simone nimmt an Konferenzen des American Israel Public Affairs Committee (AIPAC) teil und beginnt ein Studium an der University of California, Berkeley, wo sie sich in einer jüdischen Studentengruppe als Aktivistin engagiert. Zu ihrer Arbeit gehört, sich etwa auf Veranstaltungen einzubringen, in denen es um den Nahostkonflikt geht, wobei sie – unterstützt durch schriftlich fixierte Handlungsempfehlungen – versuchen soll israel-kritische Positionen durch emotionale Debattenbeiträge, die Ansprache vermeintlicher Doppelstandards und Antisemitismusvorwürfe die Gegenposition zu delegitimieren.
Für Simone ist die Konfrontation mit pro-palästinensischen Stimmen im Rahmen der universitären Auseinandersetzungen ein zentraler Einschnitt in ihrem Denken, da die Narrative der Gegenseite mit ihrem eigenen Bild von Israel und dem Nahostkonflikt nicht kompatibel sind. Simone beginnt ihre Überzeugungen zu hinterfragen und will Antworten auf Vorwürfe wie Siedlerkolonialismus, Besatzung und Apartheid. Hierzu reist sie nach Israel und ins besetzte Westjordanland, wo sich durch ihre Erfahrungen mit dem Leben der Palästinenser unter israelischer Besatzung ihre Wahrnehmung gänzlich verändert.
Einen ähnlichen Wandlungsprozess macht Eitan als Soldat der IDF durch. Er schützt mit seiner Einheit die nach internationalem Recht illegalen israelischen Siedlungen im besetzten Westjordanland und zeigt gegenüber den Palästinensern Präsenz als Teil der israelischen Besatzungsmacht. Eitan berichtet wie er und andere israelische Soldaten Gewalt, Drangsalierung und Misshandlung gegenüber palästinensischen Zivilisten anwenden. Eitan berichtet, dass diese Dinge ihn in seiner Zeit in der IDF zwar umtrieben, er aber erst nach Ende seines Militärdienstes begriffen habe, dass sie unmoralisch seien.
Vor dem Hintergrund ihrer Erfahrungen wandeln sich Simone und Eitan von überzeugten Zionisten zu Kritikern Israels und der Besatzungspolitik und beginnen sich politisch gegen die Besatzung, die rechtsgerichteten israelischen Regierungen und ihre Unterstützer in den USA zu wenden. Simone engagiert sich in jüdischen Aktivistengruppen, die ein Ende der israelischen Besatzung, gleiche Rechte für Palästinenser und eine politische Lösung des Konfliktes fordern und wird Mitbegründerin der jüdischen Aktivistengruppe IfNotNow. Zu den Aktionen gehören etwa Sitzstreiks bei der Anti-Defamation League, Proteste gegen Tagungen der AIPAC und Teilnahme an pro-palästinensischen Demonstrationen. Auch in Israel kommt es zu einer friedlichen Sitzblockade, die gewaltsam durch die Polizei aufgelöst wurde, während diese beim Flaggenmarsch am Jerusalemtag toleriert wie hunderte israelische Rechtsextremisten rassistische anti-arabische Parolen und „Tod den Linken“ skandieren. 2016 wird Simone in das Wahlkampfteam von Bernie Sanders berufen, bereits zwei Tage später allerdings wieder entlassen. Hintergrund waren ihre früheren Äußerungen zu Israel, der israelischen Armee und Ministerpräsident Benjamin Netanjahu. Simone sieht sich wie andere israel-kritische Juden Anfeindungen gegen ihre Person ausgesetzt, unter anderem wird sie als „sich selbst hassende Jüdin“ und „Verräterin“ bezeichnet und ihr Suizid nahegelegt. Simone ihrerseits wirft der jüdisch-amerikanischen Community eine weitverbreitete Dehumanisierung der Palästinenser und ein Absprechen des Rechtes auf ihr Land vor.
Das letzte Drittel des Films thematisiert eine zunehmende Spaltung innerhalb der jüdisch-amerikanischen Gemeinde, die auch entlang der Generationen verläuft. Während die ältere Generation und das politisch-jüdische Establishment, etwa in Form von Organisationen wie der AIPAC, der Anti-Defamation League und der Association of Reform Zionists of America vorbehaltlos Israel und seine rechtsgerichteten Regierungen unterstützt, entfremdet sich die junge Generation amerikanischer Juden – darunter auch ehemalige Soldaten der IDF und Rabbiner – zunehmend von Israel und hinterfragt, was für eine politische Haltung ihnen in jüdischen Einrichtungen in den USA eigentlich vermittelt werde. Dies kommentieren jüdische Stimmen wie Noam Chomsky, Jeremy Ben-Ami – Direktor von J Street, der Politikwissenschaftler Peter Beinart, Lara Friedman und Sarah Anne Minkin von der Middle East Peace Foundation, die Autorin Rebecca Pierce, sowie für das konservative Lager Abraham Foxman, ehemaliger Vorsitzender der Anti-Defamation League, und Rabbi Bennett Miller, Vorsitzender der Association of Reform Zionists of America.
Sarah Anne Minkin und Jeremy Ben-Ami berichten, dass zunehmend junge amerikanische Juden ihre alten Schulen, Sommercamps, Synagogen und Hebräischschulen besuchen und die Anklage erheben, dass man sie dort erzogen und indoktriniert habe, um Soldat in der israelischen Armee zu werden. Simone, Minkin und Lara Friedman kritisieren, dass das pro-israelische jüdische Establishment derart versuche jedwede Kritik an Israel zu unterbinden, dass der Kampf gegen Antisemitismus kein Kampf mehr für die Sicherheit für Juden, sondern vielmehr für den Staat Israel geworden sei und man die wahren Bedrohungen für Juden selbst nicht mehr wahrnehme, etwa den wachsenden Einfluss und offenen Judenhass von amerikanischen Rechtsextremisten. Dies zeige sich etwa in der Unterstützung des Establishments für Donald Trump, der einerseits Israel unterstützt, andererseits es ablehnt, rechtsextreme judenfeindliche Amerikaner zu verurteilen, da sie zu seiner eigenen Wahlklientel gehören.
Der Film endet mit einer Gesprächsrunde in einer Synagoge, wo Juden zusammenkommen, die von ihren Erfahrungen mit „Israelismus“ in ihren Schulen, Synagogen und Freizeitaktivitäten berichten.

## Produktion und Veröffentlichung
Die Veröffentlichung war im Februar 2023; seither erfolgt die Vorführung an ausgewählten Kinos und Veranstaltungsorten, darunter vor allem an Universitäten. Viele Vorführungen sind von jüdischen Studentengruppen und Abteilungen für jüdische Studien finanziert worden.

## Kampagnen zur Verhinderung der Filmvorführung
Im Laufe des Jahres und insbesondere nach dem Terrorangriff der Hamas auf Israel am 7. Oktober 2023 wurde der Film Ziel einer Online-Kampagne, die gegen das Zeigen des Films protestierte. In Mails und Nachrichten an Universitäten, die größtenteils identisch waren, wurde dem Film Antisemitismus und eine Rechtfertigung jener Personen vorgeworfen, die Positionen wie „Tötet die Juden“ und „Globalisiert die Intifada“. rufen. Nach The Forward kam der Widerstand vielfach von Personen, die den Film nicht gesehen hatten. Nach Aussage des Filmemacher Sam Eilertsen hätten mehrere Kinos Anrufe von israelischen Konsulaten erhalten, in denen sie gebeten wurden, den Film nicht zu zeigen. Bereits im Juni 2023 hatte Dov Waxman, Professor für Israel-Studien an der University of California, Los Angeles, erklärt, dass er wegen einer Filmvorführung „unter starkem Druck von zahlreichen Organisationen und Einzelpersonen“ gesetzt wurde, darunter Aufrufen, die für seine Entlassung plädierten.
In mehrfachen Fällen kam es zu Absagen geplanter Filmvorführungen, darunter an der University of Pennsylvania. Eine geplante Vorführung am New Yorker Hunter College wurde zunächst wegen „Gefahr antisemitischer und spaltender Rhetorik“ abgesagt, die Entscheidung nach Protesten von Mitarbeitern und Studenten jedoch rückgängig gemacht.
Die jüdisch-amerikanische Zeitschrift The Forward urteilte, der Film sei zum Ziel genau solch einer Kampagne geworden, wie sie im Film aufgedeckt werde.
Michelle Goldberg urteilte in der New York Times, die Tatsache, dass an einigen Hochschulen eine Dokumentation von und über linksgerichtete Juden als zu wenig sensibel gegenüber Israel betrachtet werde, um öffentlich vorgeführt zu werden, zeige, in welch verwirrender Phase sich die akademische Meinungsfreiheit befinde.
Am 10. Januar 2024 reichten sechs Studenten an der Harvard-Universität eine Klage mit dem Vorwurf ein, jüdische Studenten nicht vor antisemitischen Belästigungen auf dem Campus zu schützen. In der Klage heißt es, dass die Vorführung von Israelism am 21. September 2023 bei einem Studenten „Angst und großes Unbehagen“ ausgelöst habe. Regisseur Erin Axelman berichtete von großer Verärgerung unter Studenten, dass man jüdischen Studenten nicht erlaube, einen Film zu sehen, der von Juden über Juden gemacht wurde. Laut Axelman hätten die Entwicklungen des Israel-Gaza-Krieges und die Kampagnen gegen den Film die Nachfrage nur noch mehr angekurbelt. Ende Januar hätten mehr als eintausend  Anfragen für eine Vorführung vorgelegen. Den Film – oder diejenigen, die ihn diskutierten – als „antisemitisch“ zu bezeichnen, mache, so Axelman, die selbst Jüdin ist, „den Kampf gegen den echten Antisemitismus viel schwieriger“.

## Hintergrund

### Vorgeschichte und Motivation der Filmemacher
Die Filmemacher Erin Axelman und Sam Eilertsen – beide selbst jüdischen Glaubens – erklärten, dass sie anhand von Simone Zimmerman, teils ihre eigene Geschichte im Film erzählten. Erin Axelmann wuchs in einer jüdischen Familie in Maine auf und war eigenen Angaben nach selbst in ihrer Jugend überzeugte Zionistin und „besessen von Israel“. Sie überlegte auch, sich dem israelischen Militär anzuschließen, und träumte davon, dorthin zu ziehen. Während ihrer High-School-Zeit begann Axelmann auf Anraten eines Lehrers sich den Büchern der neuen  israelischen Historiker und palästinensischer Autoren wie Rashid Khalidi zu beschäftigen. Axelman beschreibt dies als Erweckungserlebnis, das sie vergleicht mit der inspirierenden Erzählung der Gründung der USA, bis man von den amerikanischen Ureinwohnern hört und feststellt, dass das propagierte Bild unvollständig ist. Sie berichtet an der Brown University andere junge Juden getroffen zu haben, die „gelehrt wurden, Israel bedingungslos zu lieben“, ihre Ansichten nach dem Kontakt mit Palästinensern und dem Hören ihrer Geschichten aber ebenfalls änderten. Sie beschreibt diese Erfahrungen als einen Grund für die Produktion des Films Sam Eilertsan, der ähnliche Erfahrungen in seiner Jugend machte, erklärte: „In der Reform- und Konservativbewegung der Juden wird Israel fast wie ein jüdisches Disneyland vorgestellt.“

### Wissenswertes
Umfragen in den USA bestätigen den im Film gezeigten Riss innerhalb der amerikanisch-jüdischen Gemeinde in der Frage der Bewertung von Israel. 2021 ergab eine Umfrage des Jewish Electorate Institute, dass 34 % der befragten amerikanischen Juden der Ansicht waren, Israels Umgang mit den Palästinensern ähnele dem Rassismus in den USA, 25 % bezeichneten Israel als Apartheid-Staat und 22 % waren der Ansicht, dass Israel einen Völkermord an den Palästinensern begehe. In der Gruppe der unter 40-Jährigen war der Anteil der Zustimmungen zu den jeweiligen Aussagen noch deutlich größer (43, 38 und 33 Prozent).
Der Neologismus Israelism / Israelismus kommt lediglich als Filmtitel vor, fällt als Begriff aber nirgendwo im Film seitens der Interviewpartner.
Nach dem Terrorangriff der Hamas in Israel am 7. Oktober 2023 stellte Regisseur Erin Axelman das Geschehen in den Gesamtkontext der Nahostkonfliktes. „Es stimmt, dass die Hamas unschuldige Zivilisten in einem Ausmaß ermordet hat, das für jüdische Menschen unglaublich traumatisierend ist. Es ist auch wahr, dass dies im Kontext einer brutalen Besatzung geschah, die während des gesamten Lebens der meisten Palästinenser existiert hat.“
Abraham Foxman bedauerte im Nachhinein seine Teilnahme als Interviewpartner für den Dokumentarfilm.

## Rezeption
Der Film gewann mehrere Preise, darunter den Publikumspreis als beste Dokumentation beim San Francisco Jewish Film Festival.
Michelle Goldberg urteilte in der New York Times, der Film bilde „einen guten Ausgangspunkt, um das zerrissene generationenübergreifende Verhältnis vieler linksgerichteter amerikanischer Juden zu Israel zu verstehen.“ Die Tatsache, dass an einigen Hochschulen eine Dokumentation von und über linksgerichtete Juden als zu wenig sensibel gegenüber Israel betrachtet werde, um öffentlich vorgeführt zu werden, zeige, in welch verwirrender Phase sich die akademische Meinungsfreiheit befinde.
Im Jewish Journal of Greater Los Angeles kritisierte David Suissa, der Film sei eine „grobe Fehldarstellung des komplexen israelisch-palästinensischen Konflikts […] der darauf spezialisiert ist, Informationen vorzuenthalten“ und „uns glauben machen will, dass die zionistische Befürwortung so einseitig und verzehrend war, dass sie eine Generation junger Juden hervorbrachte, die sich betrogen fühlen und sich gegen den jüdischen Staat wenden“.
Ben Burgis wies im Jacobin David Suissas Kritik zurück und urteilte: „Abraham Foxman, (einer der Interviewpartner des Films), war einer der führenden Verfechter der Idee, dass sich die Sorge um das jüdische Volk darin zeigt, den Staat Israel zu unterstützen, und dass jeder, der Israels Umgang mit den Palästinensern verurteilt, ein Antisemit sein muss. Israelism zerlegt diese Erzählung, Ziegel für Ziegel, bis nichts mehr übrig ist.“
Nirit Anderman urteilte in der Haaretz, der Film berühre eine offene Wunde der jüdischen Gemeinde in den USA: die Spaltung zwischen links und rechts und die Wut auf die Gruppe progressiver Juden, die sich für die Rechte der Palästinenser und ein Ende der Besatzung aussprechen.

## Auszeichnungen
- 2023: Beste Dokumentation, Arizona International Film Festival[12]
- 2023: Spirit Award – Dokumentation, Brooklyn International Film Festival[12][15]
- 2023: Best Feature Documentation, San Francisco Jewish Film Festival[4][12]
- 2023: Best Documentary Feature, Tallgrass Film Festival.[16]
- 2023: Best Feature Competition, Big Sky Documentary Film Festival[17]